# Alberto Santos-Dumont
Alberto Santos-Dumont, född 20 juli 1873 i Santos Dumont (dåvarande Palmira), Minas Gerais, död 23 juli 1932 i Guarujá, São Paulo, var en brasiliansk flygpionjär.

## Biografi
Som 18-åring flyttade Santos-Dumont med familjen till Paris i Frankrike, där han studerade bland annat mekanik och elektricitetslära. Han drömde om att flyga, och mellan åren 1898 och 1905 byggde och flög han elva styrbara små luftskepp.
Den 23 oktober 1906 lyckades han förverkliga sin dröm och genomförde en 60-metersflygning med ett Voisin-biplan och blev därmed först med att publikt flyga en maskin tyngre än luften i Europa. 
Under första världskriget blev Santos-Dumont så deprimerad över det faktum att flygplanet användes som ett redskap till förstörelse, att han så småningom 1932 begick självmord.
Cartier har namngivit ett av sina armbandsur till hans ära. Modellen heter Santos de Cartier.